# هاريسون غراي أوتيس دوايت
هاريسون غراي أوتيس دوايت (بالإنجليزية: Harrison Gray Otis Dwight) هو مبشر أمريكي، ولد في 1803، وتوفي في 1862.